# European Junior Cup 2013
La European Junior Cup del 2014 è stata la terza edizione di questo evento monomarca, riservato ai piloti emergenti. Sviluppatosi su 8 prove in totale, con inizio in Spagna il 14 aprile e conclusione in Spagna il 20 ottobre.
Al termine del campionato si è laureato campione europeo il pilota australiano Jake Lewis in forza al team omonimo, che ha preceduto di 10 punti lo spagnolo Augusto Fernández. Al terzo posto si piazza il francese Robin Anne, staccato di 29 punti dal leader del campionato.

## Calendario
| Nº | Data         | Gran Premio | Circuito    | Pole Position     | Vincitore gara    | Leader del campionato |
| -- | ------------ | ----------- | ----------- | ----------------- | ----------------- | --------------------- |
| 1  | 14 aprile    | Spagna      | Aragón      | Albert Arenas     | Jake Lewis        | Jake Lewis            |
| 2  | 28 aprile    | Paesi Bassi | Assen       | Guillaume Raymond | Bo Bendsneijder   | Michael Canducci      |
| 3  | 12 maggio    | Italia      | Monza       | Guillaume Raymond | Robin Anne        | Michael Canducci      |
| 4  | 30 giugno    | Italia      | Imola       | Guillaume Raymond | Guillaume Raymond | Guillaume Raymond     |
| 5  | 4 agosto     | Regno Unito | Silverstone | Guillaume Raymond | Jake Lewis        | Jake Lewis            |
| 6  | 1º settembre | Germania    | Nürburgring | Jake Lewis        | Bo Bendsneijder   | Jake Lewis            |
| 7  | 6 ottobre    | Francia     | Magny-Cours | Joshua Harland    | Augusto Fernández | Jake Lewis            |
| 8  | 20 ottobre   | Spagna      | Jerez       | Augusto Fernández | Jake Lewis        | Jake Lewis            |

## Classifica finale
| Pos. | Pilota                 | Spagna (bandiera) | Paesi Bassi (bandiera) | Italia (bandiera) | Italia (bandiera) | Regno Unito (bandiera) | Germania (bandiera) | Francia (bandiera) | Spagna (bandiera) | P.ti |
| ---- | ---------------------- | ----------------- | ---------------------- | ----------------- | ----------------- | ---------------------- | ------------------- | ------------------ | ----------------- | ---- |
| 1    | Jake Lewis             | 1                 | Rit                    | 3                 | Rit               | 1                      | 6                   | Rit                | 1                 | 101  |
| 2    | Augusto Fernández      | 19                | 2                      | Rit               | 3                 | 6                      | Rit                 | 1                  | 2                 | 91   |
| 3    | Robin Anne             | 11                | 8                      | 1                 | 9                 | 5                      | 3                   | Rit                | 20                | 72   |
| 4    | Kevin Manfredi         | 9                 | 5                      | Rit               | 11                | 9                      | 2                   | 9                  | 5                 | 68   |
| 5    | Michael Canducci       | 3                 | 3                      | 5                 | 13                | 7                      | Rit                 | Rit                | 4                 | 68   |
| 6    | Péter Sebestyén        | 8                 | 4                      | 12                | 6                 | Rit                    | 11                  | 2                  | 9                 | 67   |
| 7    | James Flitcroft        | 18                | 14                     | 6                 | 4                 | 2                      | 5                   | 22                 | 7                 | 65   |
| 8    | Javier Orellana        | 14                | 9                      | Rit               | 7                 | 4                      | 7                   | 3                  | 8                 | 64   |
| 9    | Guillaume Raymond      | 4                 | 6                      | 26                | 1                 | 8                      | 13                  | Rit                | NP                | 59   |
| 10   | Bo Bendsneijder        |                   |                        | 1                 |                   |                        | 1                   |                    |                   | 50   |
| 11   | Joshua Harland         | Rit               | 13                     | 8                 | Rit               | 10                     | 4                   | 17                 | 3                 | 46   |
| 12   | Richárd Bódis          | 17                | Rit                    | Rit               | 2                 | 3                      | Rit                 | Rit                | 10                | 42   |
| 13   | Adrian Pittet          | Rit               | 7                      | 2                 | Rit               | Rit                    | 8                   |                    |                   | 37   |
| 14   | Illán Fernández        | 5                 | 10                     | Rit               | 5                 | Rit                    | Rit                 | 19                 | 13                | 31   |
| 15   | Zac Levy               | 6                 | 20                     | 4                 | 16                | 12                     | Rit                 |                    |                   | 27   |
| 16   | Jesper Hubner          | 20                | Rit                    | 24                | 12                | 11                     | 14                  | 5                  | Rit               | 22   |
| 17   | Ali Rusmiputro         | 7                 | Rit                    | 10                | 10                |                        | 15                  | 20                 | 17                | 22   |
| 18   | Albert Arenas          | 2                 |                        |                   |                   |                        |                     |                    |                   | 20   |
| 19   | Miguel Aranda          | 12                | 15                     | 19                | 15                | 18                     | Rit                 | 7                  | 11                | 20   |
| 20   | Ilya Mykhalchyk        | 10                | 11                     | 14                | Rit               | 14                     | 19                  | Rit                | 12                | 19   |
| 21   | Sabrina Pauita         | 13                | Rit                    | 13                |                   | 21                     | 16                  | 6                  | 14                | 18   |
| 22   | Hannes Soomer          | 23                | 18                     | 29                | 8                 | 13                     | 9                   | Rit                |                   | 18   |
| 23   | Valter Patronen        |                   |                        |                   |                   |                        |                     | 4                  | Rit               | 13   |
| 24   | Riccardo Filippini     | Rit               | 12                     | 18                | Rit               | 23                     | 18                  | 8                  | 16                | 12   |
| 25   | Mika Pérez             |                   |                        |                   |                   |                        |                     |                    | 6                 | 10   |
| 26   | Lorenzo Garofoli       | 15                | 17                     | 7                 |                   |                        |                     |                    |                   | 10   |
| 27   | Marcel Schultheiss     | Rit               | 19                     | 22                | 18                | 27                     | 12                  | 10                 | 10                | 10   |
| 28   | Charly Eberhard        | 22                | 16                     | 11                | Rit               | 22                     | 17                  | 11                 | 29                | 10   |
| 29   | Andrea Zanella         | 16                | Rit                    | 9                 | Rit               | 15                     | Rit                 | Rit                |                   | 8    |
| 30   | Stinius Viking Ødegård | Rit               | 22                     | 28                | 14                | 17                     | 10                  | Rit                | 21                | 8    |
| 31   | Stefan Hill            | 24                | 28                     | 25                | 17                | 19                     | 24                  | 12                 | 15                | 5    |
| 32   | Rénald Castillon       |                   |                        |                   |                   |                        |                     | 13                 |                   | 3    |
| 33   | Connor London          | 27                | 24                     | 21                | 20                | 25                     | 26                  | 14                 | 22                | 2    |
| 34   | Amélie Démoulin        | 29                | 27                     | 20                | 21                | 29                     | 25                  | 15                 | 26                | 1    |
| 35   | Alex Wisdom            | 28                | 26                     | 15                | 22                | 24                     | 20                  | 18                 | 25                | 1    |
| Pos. | Pilota                 | Spagna (bandiera) | Paesi Bassi (bandiera) | Italia (bandiera) | Italia (bandiera) | Regno Unito (bandiera) | Germania (bandiera) | Francia (bandiera) | Spagna (bandiera) | P.ti |

| Legenda | 1º posto        | 2º posto            | 3º posto           | A punti      | Senza punti        | Grassetto – Pole position Corsivo – Giro più veloce |
| Legenda | Gara non valida | Non qual./Non part. | Ritirato/Non class | Squalificato | '-' Dato non disp. | Grassetto – Pole position Corsivo – Giro più veloce |

## Sistema di punteggio
| Pos.  | 1  | 2  | 3  | 4  | 5  | 6  | 7 | 8 | 9 | 10 | 11 | 12 | 13 | 14 | 15 | 16> |
| ----- | -- | -- | -- | -- | -- | -- | - | - | - | -- | -- | -- | -- | -- | -- | --- |
| Punti | 25 | 20 | 16 | 13 | 11 | 10 | 9 | 8 | 7 | 6  | 5  | 4  | 3  | 2  | 1  | 0   |